# Peter Johansen
Peter Johansen, född 7 juni 1858, död 3 november 1939, var en dansk konsthistoriker.
Johansen anställdes 1883 vid Kunstakademins bibliotek och var 1901-28 biliotekarie och docent där. Som ung ägnade han sig också åt målarkonsten och utställde under många år landskapsbilder. Johansen var 1901-16 sekreterare vid akademin och verkade energiskt för bevarandet av äldre danska konstminnen. Som lärjunge till Julius Lange framträdde Johansen med en rad konstvetenskapliga arbeten. Bland dessa märks Nordisk Oldtid og dansk Kunst (1907), Fidias (1922, engelsk upplaga 1925), Den danske Malerkunsts Fader Chr. W. Eckersberg (1925), Gothikens Billedkunst (1929), Renaissance. Billedkusten i Florens-Rom (1931), samt tillsammans med Ferdinand Meldahl Kunstakademiets Historie (1904).